# Золотий глобус (55-та церемонія вручення)

## Список лауреатів і номінантів

### Телебачення
Телесеріали з найбільшою кількістю нагород та номінацій
| Фільм                          | Перемоги | Номінації |
| ------------------------------ | -------- | --------- |
| • «Швидка допомога»            | 1        | 7         |
| • «Джордж Воллес»              | 2        | 4         |
| • «12 розгніваних чоловіків»   | 1        | 3         |
| • «Фрейзер»                    | —        | 3         |
| • «Сайнфелд»                   | —        | 3         |
| • «Цілком таємно»              | 1        | 3         |
| • «Третя планета від Сонця»    | —        | 2         |
| • «Еллі Макбіл»                | 2        | 2         |
| • «Надія Чикаго»               | 1        | 2         |
| • «Дон Кінг: Тільки в Америці» | 1        | 2         |
| • «Еллен»                      | —        | 2         |
| • «Без розуму від тебе»        | —        | 2         |
| • «Діти місс Еверс»            | 1        | 2         |
| • «Поліція Нью-Йорка»          | —        | 2         |
| • «Одіссея»                    | —        | 2         |
| • «Спін-Сіті»                  | 1        | 2         |
| • «Дотик ангела»               | —        | 2         |

| Категорія | Лауреати і номінанти                      | Лауреати і номінанти                                                      |
| --- | ----------------------------------------- | ------------------------------------------------------------------------- |
| Найкращий серіал — драма                                                                                                | • «Цілком таємно»                         | • «Цілком таємно»                                                         |
| Найкращий серіал — драма                                                                                                | • «Надія Чикаго»                          |                                                                           |
| Найкращий серіал — драма                                                                                                | • «Швидка допомога»                       |                                                                           |
| Найкращий серіал — драма                                                                                                | • «Закон і порядок»                       |                                                                           |
| Найкращий серіал — драма                                                                                                | • «Поліція Нью-Йорка»                     |                                                                           |
| Найкращий серіал — комедія або мюзикл                                                                                   | • «Еллі Макбіл»                           | • «Еллі Макбіл»                                                           |
| Найкращий серіал — комедія або мюзикл                                                                                   | • «Третя планета від Сонця»               |                                                                           |
| Найкращий серіал — комедія або мюзикл                                                                                   | • «Фрейзер»                               |                                                                           |
| Найкращий серіал — комедія або мюзикл                                                                                   | • «Друзі»                                 |                                                                           |
| Найкращий серіал — комедія або мюзикл                                                                                   | • «Сайнфелд»                              |                                                                           |
| Найкращий серіал — комедія або мюзикл                                                                                   | • «Спін-Сіті»                             |                                                                           |
| Найкращий мінісеріал або телефільм                                                                                      | • «Джордж Воллес»                         | • «Джордж Воллес»                                                         |
| Найкращий мінісеріал або телефільм                                                                                      | • «12 розгніваних чоловіків»              |                                                                           |
| Найкращий мінісеріал або телефільм                                                                                      | • «Дон Кінг: Тільки в Америці»            |                                                                           |
| Найкращий мінісеріал або телефільм                                                                                      | • «Діти місс Еверс»                       |                                                                           |
| Найкращий мінісеріал або телефільм                                                                                      | • «Одіссея»                               |                                                                           |
| Найкраща чоловіча роль серіалу — драма Нагороду вручали Лора Сан Джакомо і Майкл Джей Фокс                              |                                           | • «Швидка допомога» — Ентоні Едвардс за роль Марка Гріна                  |
| Найкраща чоловіча роль серіалу — драма Нагороду вручали Лора Сан Джакомо і Майкл Джей Фокс                              | • «Нічого святого» — Кевін Андерсон       |                                                                           |
| Найкраща чоловіча роль серіалу — драма Нагороду вручали Лора Сан Джакомо і Майкл Джей Фокс                              | • «Швидка допомога» — Джордж Клуні        |                                                                           |
| Найкраща чоловіча роль серіалу — драма Нагороду вручали Лора Сан Джакомо і Майкл Джей Фокс                              | • «Цілком таємно» — Девід Духовни         |                                                                           |
| Найкраща чоловіча роль серіалу — драма Нагороду вручали Лора Сан Джакомо і Майкл Джей Фокс                              | • «Тисячоліття» — Ленс Генріксен          |                                                                           |
| Найкраща жіноча роль серіалу — драма Нагороду вручали Лора Сан Джакомо і Майкл Джей Фокс                                |                                           | • «Надія Чикаго» — Крістін Лахті за роль Кейт Остін                       |
| Найкраща жіноча роль серіалу — драма Нагороду вручали Лора Сан Джакомо і Майкл Джей Фокс                                | • «Цілком таємно» — Джилліан Андерсон     |                                                                           |
| Найкраща жіноча роль серіалу — драма Нагороду вручали Лора Сан Джакомо і Майкл Джей Фокс                                | • «Поліція Нью-Йорка» — Кім Ділейні       |                                                                           |
| Найкраща жіноча роль серіалу — драма Нагороду вручали Лора Сан Джакомо і Майкл Джей Фокс                                | • «Дотик ангела» — Рома Дауні             |                                                                           |
| Найкраща жіноча роль серіалу — драма Нагороду вручали Лора Сан Джакомо і Майкл Джей Фокс                                | • «Швидка допомога» — Джуліанна Маргуліс  |                                                                           |
| Найкраща чоловіча роль серіалу — комедія або мюзикл Нагороду вручали Девід Духовни і Джилліан Андерсон                  |                                           | • «Спін-Сіті» — Майкл Джей Фокс за роль Майкла Флаерті                    |
| Найкраща чоловіча роль серіалу — комедія або мюзикл Нагороду вручали Девід Духовни і Джилліан Андерсон                  | • «Фрейзер» — Келсі Греммер               |                                                                           |
| Найкраща чоловіча роль серіалу — комедія або мюзикл Нагороду вручали Девід Духовни і Джилліан Андерсон                  | • «Третя планета від Сонця» — Джон Літгоу |                                                                           |
| Найкраща чоловіча роль серіалу — комедія або мюзикл Нагороду вручали Девід Духовни і Джилліан Андерсон                  | • «Без розуму від тебе» — Пол Райзер      |                                                                           |
| Найкраща чоловіча роль серіалу — комедія або мюзикл Нагороду вручали Девід Духовни і Джилліан Андерсон                  | • «Сайнфелд» — Джеррі Сайнфелд            |                                                                           |
| Найкраща жіноча роль серіалу — комедія або мюзикл Нагороду вручали Девід Духовни і Джилліан Андерсон                    |                                           | • «Еллі Макбіл» — Каліста Флокгарт за роль Еллі Макбіл                    |
| Найкраща жіноча роль серіалу — комедія або мюзикл Нагороду вручали Девід Духовни і Джилліан Андерсон                    | • «Салон Вероніки» — Кірсті Еллі          |                                                                           |
| Найкраща жіноча роль серіалу — комедія або мюзикл Нагороду вручали Девід Духовни і Джилліан Андерсон                    | • «Еллен» — Еллен Дедженерес              |                                                                           |
| Найкраща жіноча роль серіалу — комедія або мюзикл Нагороду вручали Девід Духовни і Джилліан Андерсон                    | • «Дарма і Грег» — Дженна Ельфман         |                                                                           |
| Найкраща жіноча роль серіалу — комедія або мюзикл Нагороду вручали Девід Духовни і Джилліан Андерсон                    | • «Без розуму від тебе» — Гелен Гант      |                                                                           |
| Найкраща жіноча роль серіалу — комедія або мюзикл Нагороду вручали Девід Духовни і Джилліан Андерсон                    | • «Шалена Сьюзен» — Брук Шилдс            |                                                                           |
| Найкраща чоловіча роль мінісеріалу або телефільму Нагороду вручали Джада Пінкетт-Сміт і Алан Рікман                     | [[Файл:\|100px]]                          | • «Дон Кінг: Тільки в Америці» — Вінг Реймс за роль Дона Кінга            |
| Найкраща чоловіча роль мінісеріалу або телефільму Нагороду вручали Джада Пінкетт-Сміт і Алан Рікман                     | [[Файл:\|100px]]                          | • «Одіссея» — Арманд Ассанте                                              |
| Найкраща чоловіча роль мінісеріалу або телефільму Нагороду вручали Джада Пінкетт-Сміт і Алан Рікман                     | [[Файл:\|100px]]                          | • «12 розгніваних чоловіків» — Джек Леммон                                |
| Найкраща чоловіча роль мінісеріалу або телефільму Нагороду вручали Джада Пінкетт-Сміт і Алан Рікман                     | [[Файл:\|100px]]                          | • «Що чула глуха людина» — Меттью Модайн                                  |
| Найкраща чоловіча роль мінісеріалу або телефільму Нагороду вручали Джада Пінкетт-Сміт і Алан Рікман                     | [[Файл:\|100px]]                          | • «Джордж Воллес» — Гері Сініз                                            |
| Найкраща жіноча роль мінісеріалу або телефільму Нагороду вручали Джада Пінкетт-Сміт і Алан Рікман                       |                                           | • «Діти місс Еверс» — Елфрі Вудард за роль Юніс Еверс                     |
| Найкраща жіноча роль мінісеріалу або телефільму Нагороду вручали Джада Пінкетт-Сміт і Алан Рікман                       | • «Розбиті серця» — Еллен Баркін          |                                                                           |
| Найкраща жіноча роль мінісеріалу або телефільму Нагороду вручали Джада Пінкетт-Сміт і Алан Рікман                       | • «Надія» — Джена Мелоун                  |                                                                           |
| Найкраща жіноча роль мінісеріалу або телефільму Нагороду вручали Джада Пінкетт-Сміт і Алан Рікман                       | • «Хрещена мати» — Ванесса Редґрейв       |                                                                           |
| Найкраща жіноча роль мінісеріалу або телефільму Нагороду вручали Джада Пінкетт-Сміт і Алан Рікман                       | • «Не нашкодь» — Меріл Стріп              |                                                                           |
| Найкраща чоловіча роль другого плану серіалу, мінісеріалу або телефільму                                                |                                           | • «12 розгніваних чоловіків» — Джордж Кемпбелл Скотт за роль присяжного 3 |
| Найкраща чоловіча роль другого плану серіалу, мінісеріалу або телефільму                                                | • «Сайнфелд» — Джейсон Александер         |                                                                           |
| Найкраща чоловіча роль другого плану серіалу, мінісеріалу або телефільму                                                | • «Мандела і де Клерк» — Майкл Кейн       |                                                                           |
| Найкраща чоловіча роль другого плану серіалу, мінісеріалу або телефільму                                                | • «Фрейзер» — Девід Гайд Пірс             |                                                                           |
| Найкраща чоловіча роль другого плану серіалу, мінісеріалу або телефільму                                                | • «Швидка допомога» — Ерік Ла Саль        |                                                                           |
| Найкраща чоловіча роль другого плану серіалу, мінісеріалу або телефільму                                                | • «Швидка допомога» — Ноа Вайлі           |                                                                           |
| Найкраща жіноча роль другого плану серіалу, мінісеріалу або телефільму Нагороду вручали Мінні Драйвер і Брендан Фрейзер |                                           | • «Джордж Воллес» — Анджеліна Джолі за роль Корнелії Воллес               |
| Найкраща жіноча роль другого плану серіалу, мінісеріалу або телефільму Нагороду вручали Мінні Драйвер і Брендан Фрейзер | • «Еллен» — Джоелі Фішер                  |                                                                           |
| Найкраща жіноча роль другого плану серіалу, мінісеріалу або телефільму Нагороду вручали Мінні Драйвер і Брендан Фрейзер | • «Дотик ангела» — Делла Різ              |                                                                           |
| Найкраща жіноча роль другого плану серіалу, мінісеріалу або телефільму Нагороду вручали Мінні Драйвер і Брендан Фрейзер | • «Швидка допомога» — Глорія Рубен        |                                                                           |
| Найкраща жіноча роль другого плану серіалу, мінісеріалу або телефільму Нагороду вручали Мінні Драйвер і Брендан Фрейзер | • «Джордж Воллес» — Мері Віннінгем        |                                                                           |